# Liste von Sakralbauten in Witten
Die Liste von Sakralbauten in Witten enthält die Kirchengebäude und andere Sakralbauten in der Stadt Witten, Ennepe-Ruhr-Kreis.

## Liste
| Bild                                   | Name                              | Lage (Stadt, Ortsteil)      | Gründung, Bauzeit | Konfession bzw. Religion | Träger                                            | Bemerkungen                                    |
| -------------------------------------- | --------------------------------- | --------------------------- | ----------------- | ------------------------ | ------------------------------------------------- | ---------------------------------------------- |
| Klosterkirche der Karmelitinnen        | Klosterkirche der Karmelitinnen   | Witten (Annen)              | 1956              |                          | Unbeschuhte Karmelitinnen                         |                                                |
| Erlöserkirche                          | Erlöserkirche                     | Witten (Annen)              | 1874              | evangelisch              | EKvW, Kirchenkreis Hattingen-Witten               |                                                |
| Friedenskirche                         | Friedenskirche                    | Witten (Annen/Ardey)        | 1958              | evangelisch              | EKvW, Kirchenkreis Hattingen-Witten               |                                                |
| St. Joseph                             | St. Joseph                        | Witten (Annen)              | 1881              | römisch-katholisch       | Erzbistum Paderborn                               | teilweise auch St. Josef geschrieben           |
| Kapelle Gedern                         | Kapelle Gedern                    | Witten (Annen/Gedern)       |                   | evangelisch              |                                                   |                                                |
| Baptistenkapelle Annen                 | Baptistenkapelle Annen            | Witten (Annen)              |                   | Baptisten                | Ev.-Freikirchliche Baptistengemeinde Witten-Annen |                                                |
| Neuapostolische Kirche Witten-Annen    | Neuapostolische Kirche Annen      | Witten (Annen)              |                   | neuapostolisch           |                                                   |                                                |
|                                        | Ayasofya-Moschee                  | Witten (Annen)              |                   | islamisch                | Millî Görüş                                       |                                                |
| Evangelische Kirche Bommern            | Evangelische Kirche Bommern       | Witten (Bommern)            | 1893              | evangelisch              | EKvW, Kirchenkreis Hattingen-Witten               |                                                |
| Herz Jesu Bommern                      | Herz Jesu                         | Witten (Bommern)            | 1903              | römisch-katholisch       | Erzbistum Paderborn                               |                                                |
| Ev. Kirche Herbede                     | Ev. Kirche Herbede                | Witten (Herbede)            | 13. Jahrhundert   | evangelisch              | EKvW, Kirchenkreis Hattingen-Witten               |                                                |
| St. Antonius                           | St. Antonius                      | Witten (Herbede/Buchholz)   | 1961/62           | römisch-katholisch       | Bistum Essen                                      | 2024 profaniert                                |
|                                        | Ev. Kirche Buchholz               | Witten (Herbede/Buchholz)   |                   | evangelisch              | EKvW, Kirchenkreis Hattingen-Witten               | 2015 entwidmet                                 |
| Sankt Peter und Paul                   | St. Peter und Paul                | Witten (Herbede)            |                   | römisch-katholisch       | Bistum Essen                                      |                                                |
|                                        | Schöpfungskirche                  | Witten (Herbede/Durchholz)  | 1950er Jahre      | evangelisch              | EKvW, Kirchenkreis Hattingen-Witten               |                                                |
| Fatih-Camii-Moschee                    | Fatih-Camii-Moschee               | Witten (Herbede)            |                   | islamisch                | DİTİB                                             |                                                |
| Ev. Kirche auf dem Steinhügel in Heven | Ev. Kirche auf dem Steinhügel     | Witten (Heven)              | 1900–1901         | evangelisch              | EKvW, Kirchenkreis Hattingen-Witten               |                                                |
| Christuskirche                         | Christuskirche                    | Witten (Witten-Mitte)       | 1964              | evangelisch              | EKvW, Kirchenkreis Hattingen-Witten               | Campanile schon 1963 errichtet; 2024 entwidmet |
| Emmaus-Kirche                          | Emmaus-Kirche                     | Witten (Witten-Mitte)       |                   | Die Christengemeinschaft |                                                   |                                                |
| Gemeinde im Oberdorf                   | Gemeinde im Oberdorf (Baptisten)  | Witten (Witten-Mitte)       |                   | Baptisten                |                                                   |                                                |
| Johanniskirche                         | Johanniskirche                    | Witten (Witten-Mitte)       | 1752              | evangelisch              | EKvW, Kirchenkreis Hattingen-Witten               |                                                |
| Kreuzkirche                            | Kapelle der Kreuzgemeinde         | Witten (Witten-Mitte)       |                   | evangelisch-lutherisch   | SELK, Kirchenbezirk Rheinland-Westfalen           |                                                |
| Königreichssaal                        | Königreichssaal                   | Witten (Witten-Mitte)       |                   | Zeugen Jehovas           |                                                   |                                                |
| Kreuzkirche                            | Kreuzkirche                       | Witten (Witten-Mitte)       |                   | evangelisch-lutherisch   | SELK, Kirchenbezirk Rheinland-Westfalen           |                                                |
| St. Marien                             | St. Marien                        | Witten (Witten-Mitte)       | 1840er Jahre      | römisch-katholisch       | Erzbistum Paderborn                               |                                                |
| Franziskuskirche                       | St. Franziskus von Assisi         | Witten (Witten-Mitte)       | 1904              | römisch-katholisch       | Erzbistum Paderborn                               |                                                |
| Sultan-Ahmet-Moschee                   | Sultan-Ahmet-Moschee              | Witten (Witten-Mitte)       | 1974–1977         | islamisch                | DİTİB                                             |                                                |
| Bosnische Moschee Witten               | Bosnische Moschee Witten          | Witten (Witten-Mitte)       | 2017              | islamisch                | IGBD                                              |                                                |
| Sankt Vinzenz von Paul                 | St. Vinzenz                       | Witten (Witten-Mitte)       | 1963              | römisch-katholisch       | Erzbistum Paderborn                               |                                                |
| Martin-Luther-Kirche                   | Martin-Luther-Kirche              | Witten (Witten-Mitte/Annen) | 1978              | evangelisch-lutherisch   | EKvW, Kirchenkreis Hattingen-Witten               |                                                |
| Ev. Kirche Rüdinghausen                | Ev. Kirche Rüdinghausen           | Witten (Rüdinghausen)       | 1863–1864         | evangelisch              | EKvW, Kirchenkreis Hattingen-Witten               |                                                |
| St. Pius                               | St. Pius                          | Witten (Rüdinghausen)       |                   | römisch-katholisch       | Erzbistum Paderborn                               |                                                |
| Gemeindehaus Witten-Schnee             | Gemeindehaus mit Kirchsaal Schnee | Witten (Schnee)             |                   | evangelisch              | EKvW, Kirchenkreis Hattingen-Witten               |                                                |
| Ev. Kirche Witten-Stockum              | Ev. Kirche Stockum                | Witten (Stockum)            |                   | evangelisch              | EKvW, Kirchenkreis Hattingen-Witten               |                                                |
| St. Maximilian Kolbe                   | St. Maximilian Kolbe              | Witten (Stockum)            |                   | römisch-katholisch       | Erzbistum Paderborn                               |                                                |